# Rue Poselska
La rue Poselska  (en polonais Ulica Poselska) est une rue du centre historique de Cracovie.
Elle est située dans la zone de l'ancienne colonie d'Okół. La rue remonte au XIIIe siècle. Au Moyen Âge, elle s'appelait Zaułek Grodzki et au début du XIXe siècle, Saint Joseph, du nom de l'église s'y trouvant. On l'appelait aussi la rue Leacka. En 1882, elle reçut son nom actuel.

## Description
À l'endroit où se trouve actuellement l'aile à trois étages du bureau municipal (numéros 8 à 14), il y avait autrefois trois maisons d'habitation historiques (anciennement les 12 et 14). Joseph Konrad Korzeniowski vivait dans une maison basse et longue à un étage avec balcon, appelée Rydzowszczyzna du nom de son propriétaire, de 1869 à 1874. Les maisons mentionnées ont été démolies en 1908 et au début de 1909. La destruction d'immeubles historiques a eu lieu contre l'avis d'une grande partie des habitants de Cracovie. Sur le site des maisons démolies, une nouvelle aile du bureau de la magistrature a été construite dans les années 1910-1912, avec une plaque commémorative des années d'enfance de Konrad intégrée sur sa façade.

## Bâtiments
- Numéro 5 – Musée archéologique, ancienne église Saint-Michel et le monastère des Carmes.
- Numéro 13 – Palais Stadnicki, de style néo-rococo.
- Numéro  21 – église Saint-Joseph et le monastère des Sœurs Saint-Bernard.
- Numéro 22 – Hôtel Wawel.

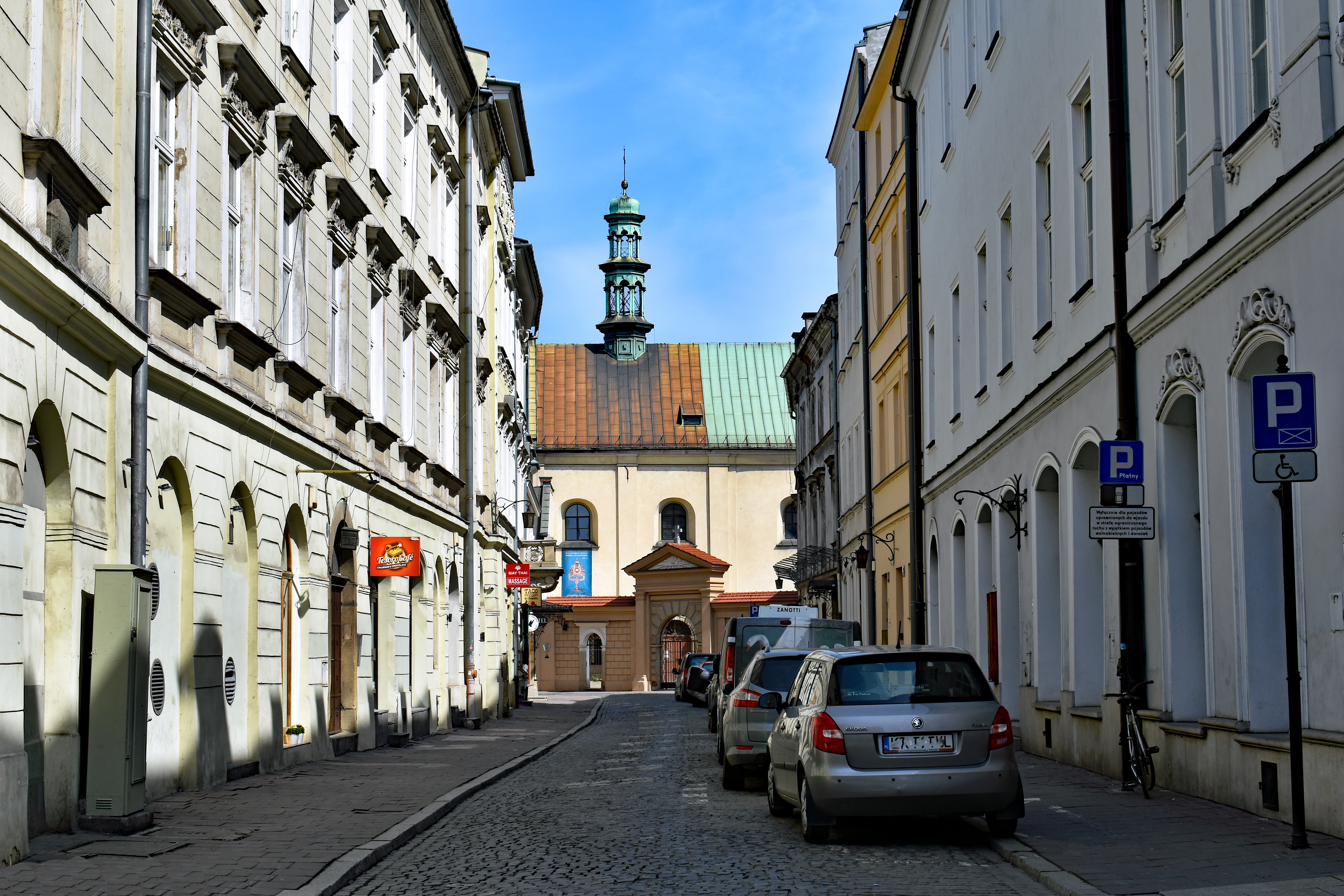
Vue depuis le carrefour avec la rue Grodzka vers l’est. À gauche, l’immeuble Pod Elefanty, à droite, le palais Stadnicki, et en face, l’église Saint-Joseph.
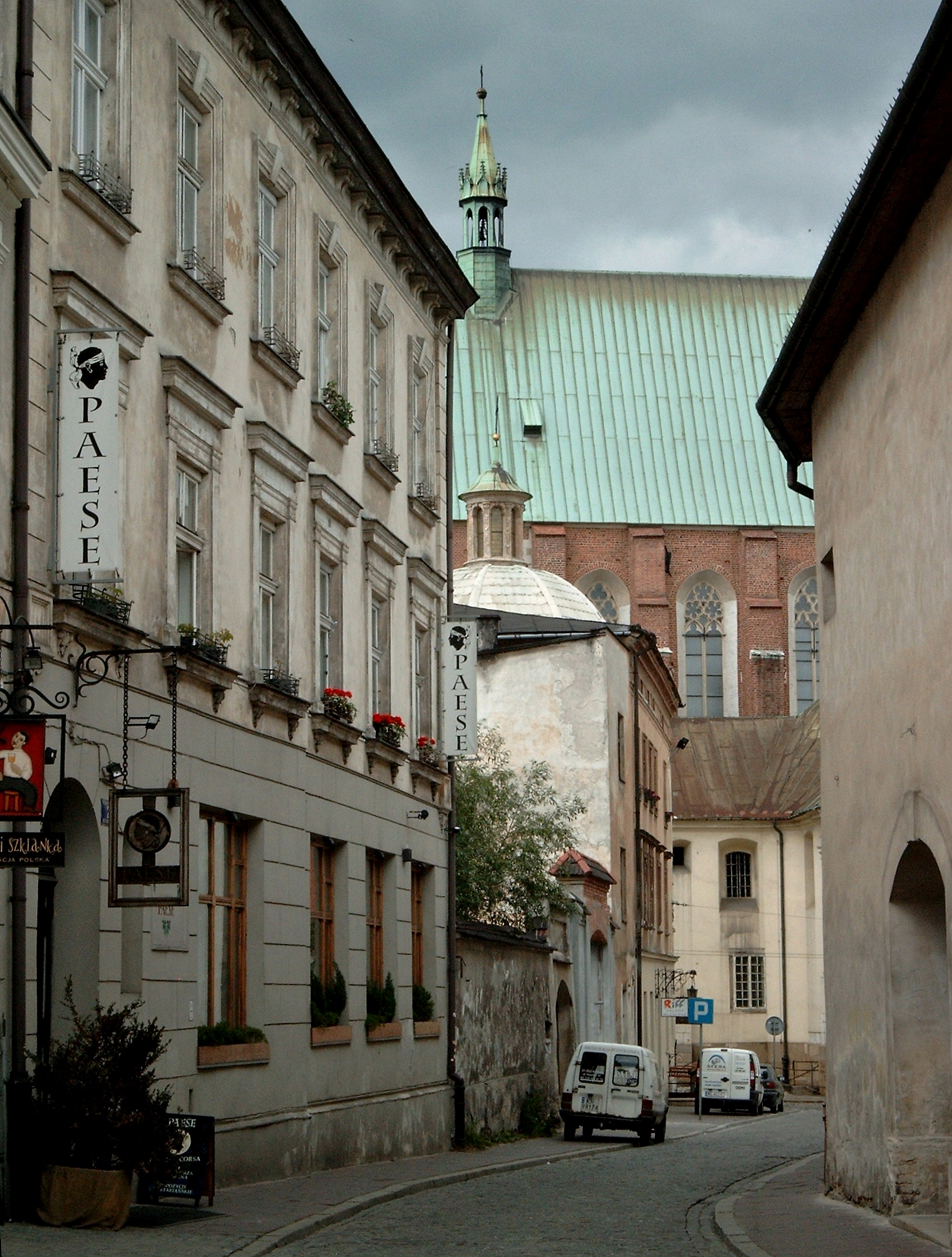
Vue de l’église Saint-Joseph vers le nord, jusqu’à la rue Dominikańska.
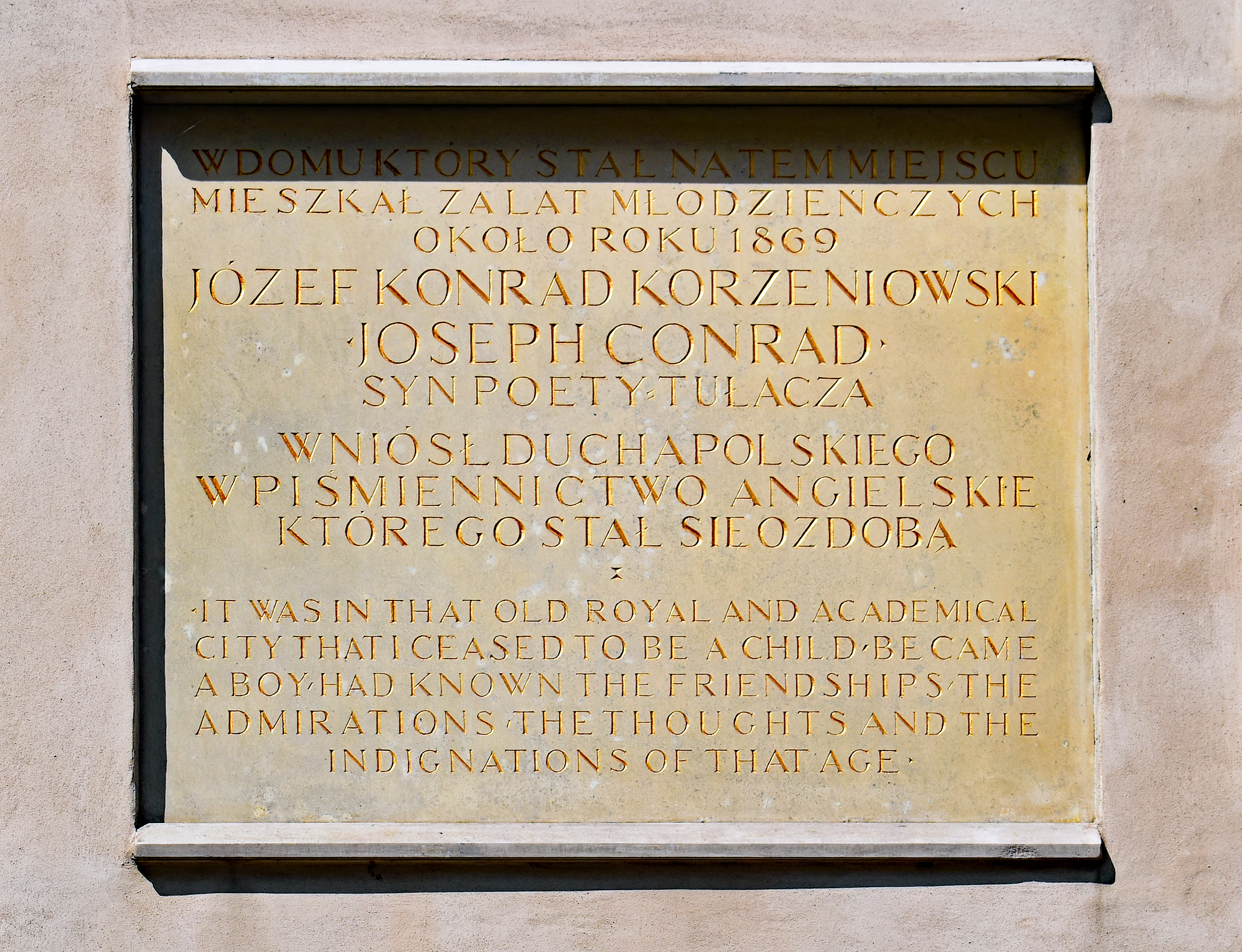
Plaque commémorative de Joseph Conrad.
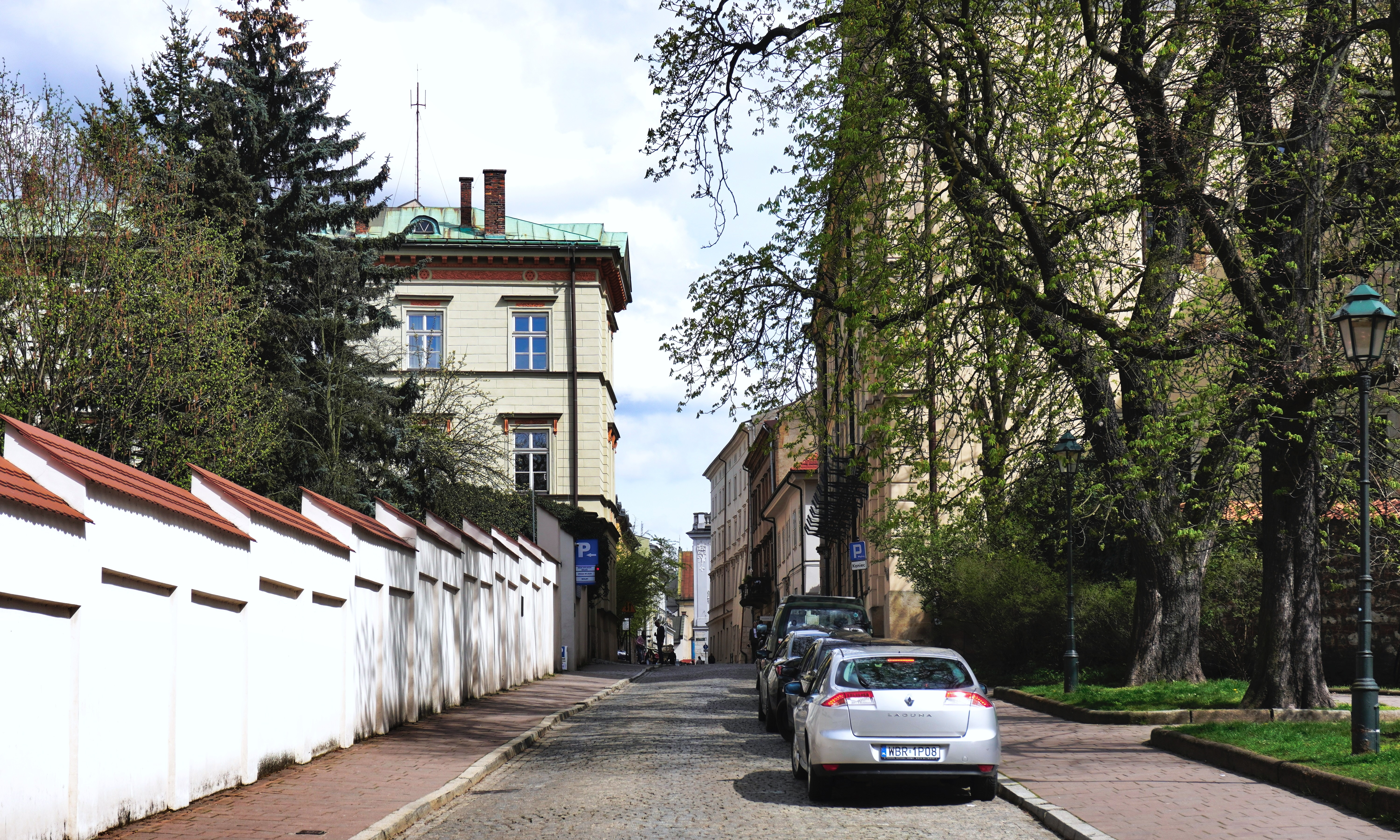
Vue depuis l’ouest, depuis les Planty.
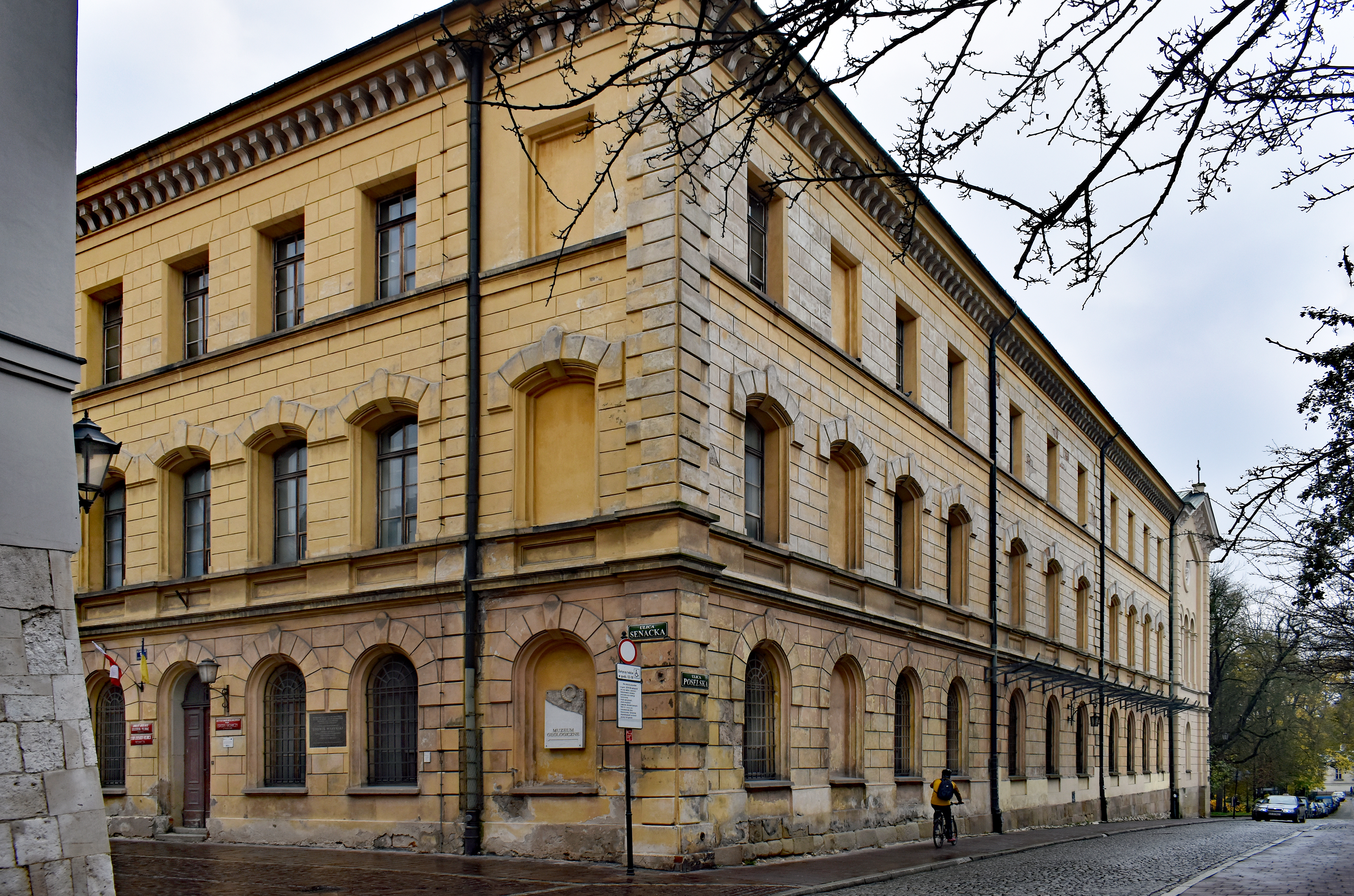
5 rue Poselska, Bâtiment de l’ING PAN à l’emplacement de l’ancienne église Saint-Michel
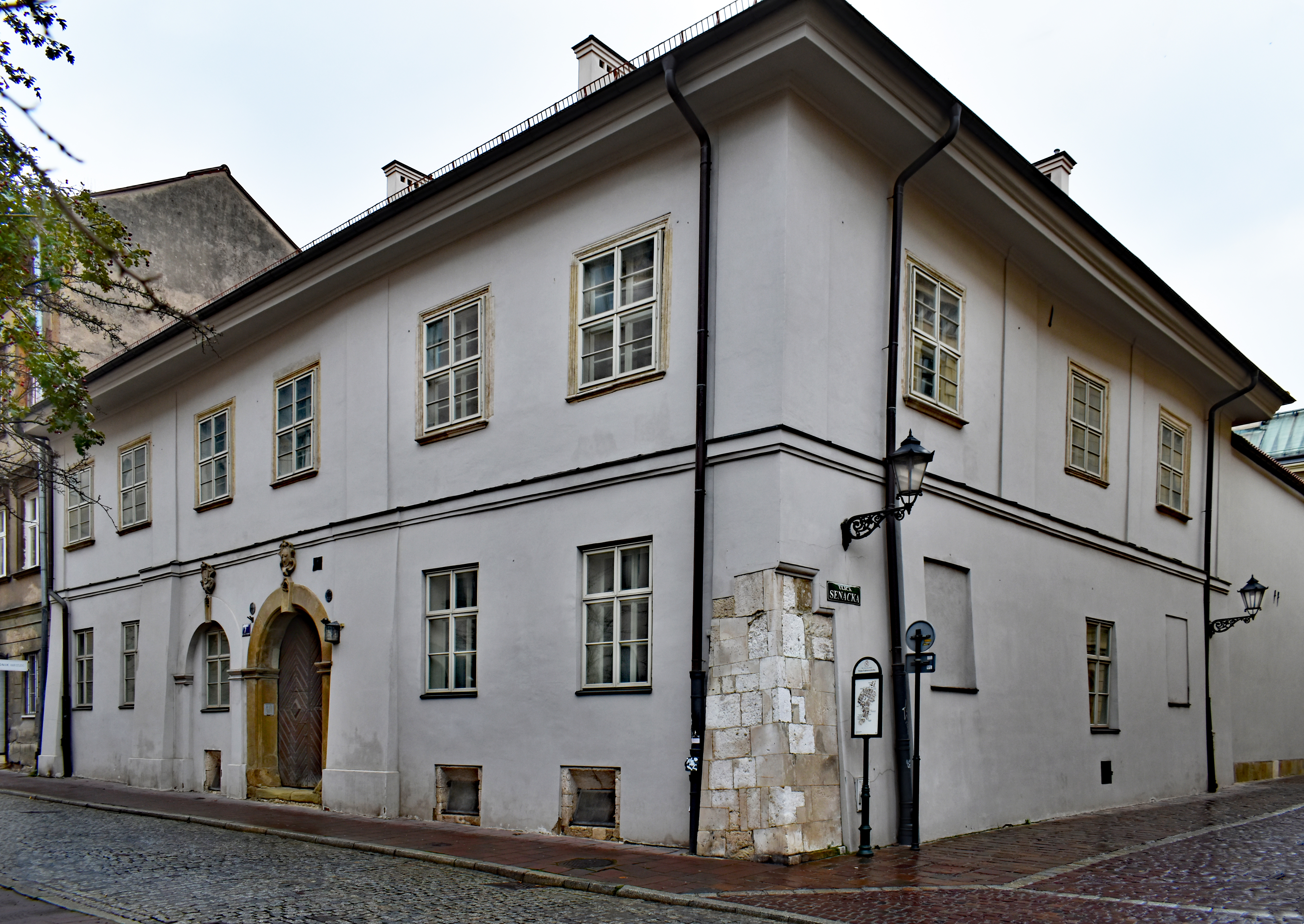
7 rue Poselska, Palais Hebdowski
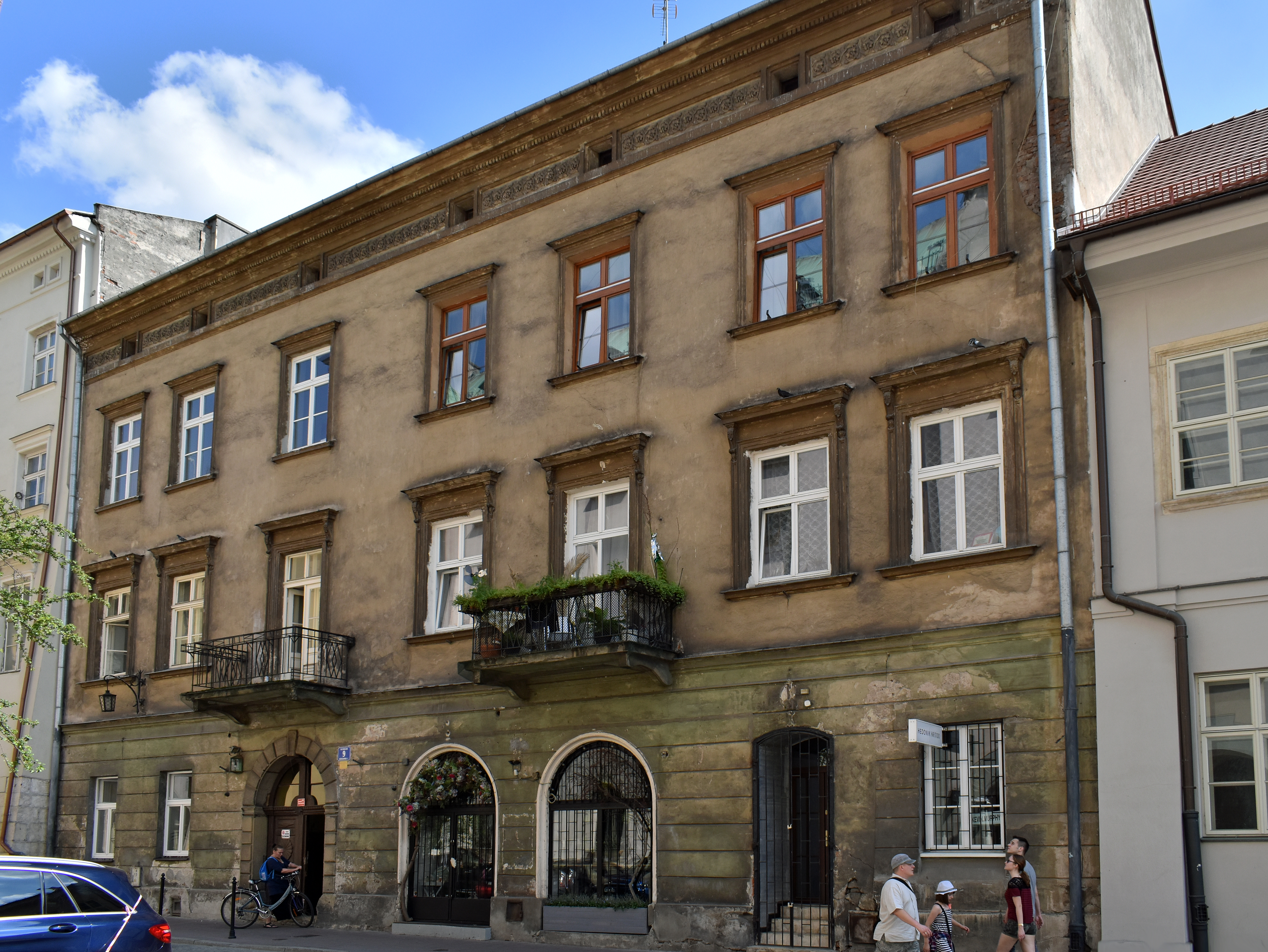
9 rue Poselska, Immeuble
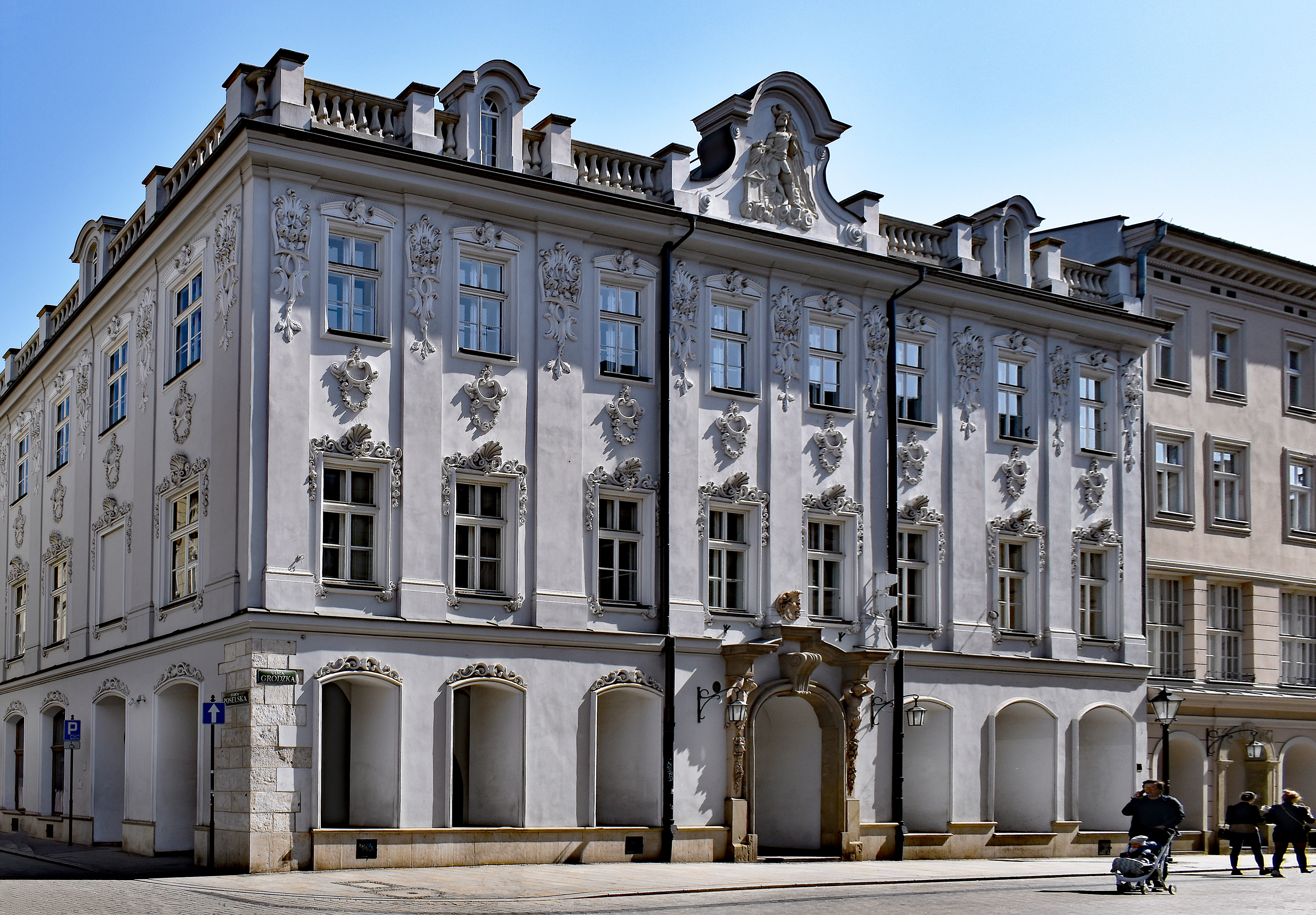
13 rue Poselska (40 rue Grodzka), Palais Stadnicki
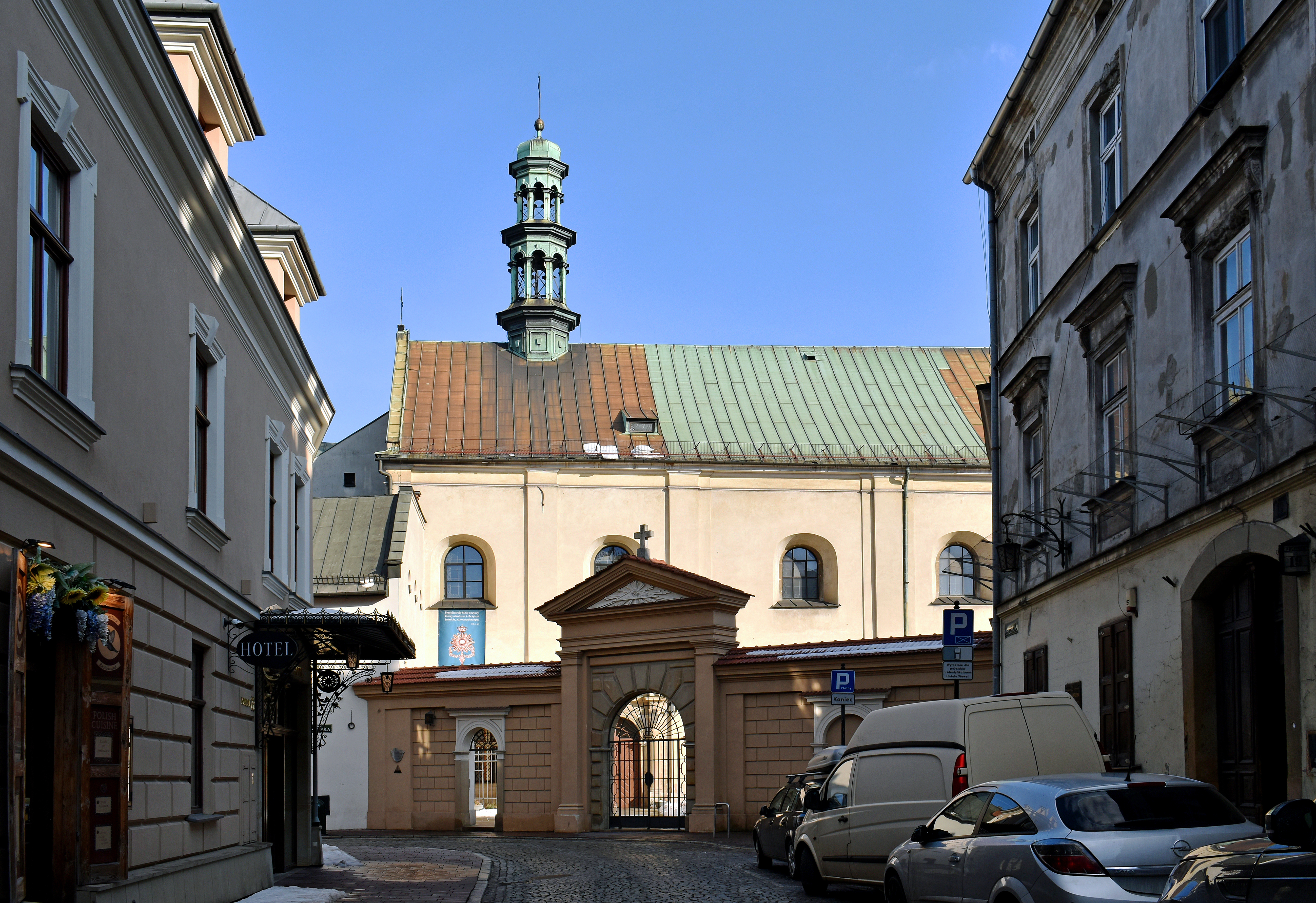
21 rue Poselska, Église Saint-Joseph